# Glória (Bahia)
Glória is een gemeente in de Braziliaanse deelstaat Bahia. De gemeente telt 14.176 inwoners (schatting 2009).